# Gyromancer
Gyromancer est un jeu vidéo de puzzle et de rôle développé par PopCap Games en collaboration avec Square Enix (également éditeur), sorti en 2009 sur Windows et Xbox 360.

## Accueil
- GameSpot : 7,5/10[1]